# Elio Villate
Pour les articles homonymes, voir Elio (homonymie) et Villatte.
Elio Fidel Villate Lam, né le 1er novembre 1957 à Pinar del Río à Cuba, est un artiste peintre surréaliste cubain.
Il est actuellement membre de l'UNEAC (Union nationale des écrivains et artistes cubains) et de l'ACAA (Cuban Association of Craftsmen Artists).